# Bene Gesserit
Bene Gesserit vagyok: csak azért élek, hogy szolgáljak.
A Bene Gesserit Rend tagjai Frank Herbert A Dűne című regényének kitalált alakjai.
Bene Gesserit az egyik legnagyobb hatalmi erő volt a galaxisban. Minden tagja nő. Kiváló harci és manipulatív tulajdonságokkal rendelkeznek.

## Történelem
A Bene Gesserit Rend története a Liga Előtt 400.-ban kezdődik. A feljegyzések szerint a Rossaki Varázslónők akkor kezdték el embernemesítő programjukat, melynek eredményeképpen a Kwisatz Haderachot akarták létrehozni. Ekkor már képesek voltak uralni saját testüket. Az igazi áttörést a Butleri Dzsihad jelentette, ahol szükség volt a varázslónők kiemelkedő képességeire az emberi aggyal rendelkező gépek, a kimekek ellen. Ekkor kezdtek el támadó technikákat gyakorolni, Zufa Cenva vezetővel.
A Bene Gesserit történetében ezeken kívül az egyik legfontosabb pont, hogy L.E. 80 tájékán Raquella Berto-Anirul vezetésével megalapítják a Laoujin rendszer kilencedik bolygóján, a Wallach IX-en fekvő Anyaiskolát. A többi Bene Gesserit képzés helye is nagyrészt áttevődik ide a következő évszázadokban.
A későbbi évszázadokig kevés adat maradt fenn a Bene Gesseritekről, egészen Liga Szerint 10154-ig, amikor is Vladimir Harkonnen sziridár-báró és Gaius Helen Mohiam Tisztelendő Anya leánya, Jessica megszületik. Ez a leány később létrehozza a Kwisatz Haderachot, felforgatva az egész Rendet.

## Képességek
- Képesek a szervezetükbe kerülő mérgeket semlegesíteni
- Bindu-nyugalomba vonulva csökkenteni az oxigénfelvételt

A Bene Gesserit kondicionálás az elme és a test maximális tudatosítására és használatára törekszik. Az idegek, az idegrendszer, az agy és az elme a bindu, a test és az izmok a prána. A Tisztelendő Anyák a prána-bindu segítségével teljes uralmat alakítanak ki a testük és a szellemük felett. Tudatában vannak sejtjeiknek, képesek a szervezetükbe kerülő mérgeket semlegesíteni, bindu-nyugalomba vonulva csökkenteni az oxigénfelvételt. Képesek bizonyos szavak mások pszichéjébe ültetésével az embereket irányítani.
- Bizonyos szavak mások pszichéjébe ültetésével majd aktiválásával irányítani az embereket

A Bene Gesserit időnként szükségesnek tartja, hogy előkészítsen bizonyos embereket arra, hogy egy adott szó kimondásakor irányíthatóvá váljanak számára. Amikor az áldozat elméjébe (a gyönyör-fájdalom módszerrel) elültetett szó (leggyakrabban az urosnor) működésbe lép, az illető izmai elernyednek, és átmenetileg mozgásképtelenné válik.
- A Hang a Bene Gesserit egyik legfontosabb eszköze. Minden képzetlen személy, aki képes a hallásra, manipulálható azzal, ha a Tisztelendő Anya a Hangot használja. Parancsokat teljesít, engedelmeskedik, mielőtt végiggondolná, valóban ő akarja-e.

A Bene Gesserit boszorkányok képesek megtalálni azt a hangsávot, amin belül egy személy elméje irányítható, és a Hang finom árnyalatai segítségével úgy kiejteni egy szót, hogy a megfelelő hangszín a kívánt hatást eredményezze. A Hang önmagában azonban nem mindig elég, figyelniük kell arra is, hogy manipulálásuk a másik személy logikus gondolkodásával is egybeessen.
- Néhány Tisztelendő Anya (Igazmondók) képes drogok útján felismerni minden hazugságot

Igazmondóik tudatmódosítók segítségével képesek elérni az ’igazságrévületet’, aminek segítségével tévedhetetlenül ismerik fel a hazugság legapróbb jeleit is.
- Nővérek képesek az összes bennük élő élettapasztalatot megosztani egymással, ezáltal megmenteni a bennük élő Női Őseiket, az úgynevezetett Más Emlékeket.

### Félelem elleni litánia
Nem szabad félnem.

A félelem az elme gyilkosa.

A félelem a kis halál, mely teljes megsemmisüléshez vezet.

Szembenézek félelmemmel.

Hagyom, hogy áthaladjon rajtam, fölöttem.

És amikor mögöttem van, utánafordítom belső tekintetemet, követem útját.

Amikor a félelem elment, nem marad semmi, csak én magam.

## Bene Gesserit iskolák
A Nagy Lázadás után jött létre Raquella Berto-Anirul vezetésével a Bene Gesserit Anyaiskola a Wallach IX-en, a Laoujin kilencedik bolygóján.

## Bene Gesserit iratok
A Missionaria Protectiva: Egyes elmaradott bolygón lefektették a hit alapjait és jóslatokkal bebiztosították, hogy egy odatévedő Tisztelendő Anyát szentként tiszteljenek. Ezen irat része a Panoplia Propheticus, azaz a Sötét Titkok, melyben a babonák és hiedelmek vannak leírva.